# 羽节蕨
羽节蕨（学名：Gymnocarpium jessoense）为蹄盖蕨科羽节蕨属下的一个种。